# Yoshio Okada
Yoshio Okada (岡田 吉夫, Okada Yoshio, Kobe, 11 augustus 1926 – Tokio, 22 juni 2002) was een Japans voetballer die als verdediger speelde.

## Japans voetbalelftal
Yoshio Okada maakte op 7 maart 1951 zijn debuut in het Japans voetbalelftal tijdens een Aziatische Spelen 1951 tegen Iran. Yoshio Okada debuteerde in 1951 in het Japans nationaal elftal en speelde 7 interlands.

## Statistieken
| Japans voetbalelftal | Japans voetbalelftal | Japans voetbalelftal |
| Jaar                 | Wed.                 | Dlp.                 |
| -------------------- | -------------------- | -------------------- |
| 1951                 | 3                    | 0                    |
| 1952                 | 0                    | 0                    |
| 1953                 | 0                    | 0                    |
| 1954                 | 4                    | 0                    |
| Totaal               | 7                    | 0                    |